# Elias Khodabaks
Mahmud Elias Khodabaks (Nickerie, 5 juli 1953 – 6 december 2008) was een Surinaams biochemicus en politicus.
Na de middelbare school ging hij in 1973 naar Nederland waar hij tot 1981 biochemie studeerde aan de Rijksuniversiteit Utrecht. In de jaren 1976 tot 1981 deed hij als lid van de chemiewinkel in Utrecht ook onderzoek aan milieuvervuiling bij onder andere Demka in Utrecht, Rank Xerox in Venray, Billiton in Arnhem en bij Philips-Duphar.

## Politiek
In 1996 werd drs. Elias Khodabaks namens de Hernieuwde Progressieve Partij (HPP) minister van Volksgezondheid in het kabinet-Wijdenbosch II. Later dat jaar oefende hij openlijk kritiek uit op Lesley Resida, directeur van het Bureau voor Openbare Gezondheidszorg (BOG). Echter, in december werd Khodabaks door vicepresident Pretaap Radhakishun min of meer teruggefloten toen hij in de aanwezigheid van Khodabaks zei dat er geen redenen zijn om Resida uit zijn functie te ontheffen. In het voorjaar van 1997 kwam hij opnieuw in opspraak toen hij twee directeuren van het streekziekenhuis Nickerie buiten functie stelde.
In september 1997 stapten de HPP, BVD en PVF uit de regering. Hierop volgde Theo Vishnudatt, tot dan onderminister van Onderwijs en Volksontwikkeling namens de OPDA, Elias Khodabaks op als minister van Volksgezondheid.
In 2005 was Khodabaks kandidaat voor de DOE. Hoewel die partij samen met de UPS bijna 5% van de stemmen kreeg, behaalde ze door het districtenstelsel geen enkele van de 51 zetels in De Nationale Assemblée (DNA).

## Onderwijs
Aan het eind van z'n carrière was hij werkzaam als docent en biochemicus aan de Anton de Kom Universiteit.